# Орден Лиякат
Военный орден Заслуг (перс. نشان لیاقت نظامی‎) — награда Шаханшахского Государства Иран за военные заслуги.

## История
Военный орден Заслуг был учреждён шахом Резой Пехлеви в 1937 году с целью награждения военнослужащих за выдающуюся службу. При награждении за боевые заслуги на знак за крестом помещались две скрещенные сабли.

## Степени
Орден имеет три класса:
- Первого класса — знак ордена на нагрудной ленте с золотым лавровым венком (или перекрещенными мечами и лавровой веточкой над ними).
- Второго класса — знак ордена на нагрудной ленте с серебряным лавровым венком (или перекрещенными мечами).
- Третьего класса — знак ордена на нагрудной ленте

## Описание
Серебряный знак в виде трёхконечного креста с закругленными концами и покрытых эмалью голубого цвета, наложенного на серебряный венок из пальмовых ветвей и двух перекрещенных сабель. В центре знака круглый медальон красной эмали с изображением золотой короны Пехлеви.
Знак при помощи кольца крепится к орденской ленте.
Лента ордена красного цвета с широкой синей полоской по центру. В зависимости от класса ордена к ленте крепятся серебряный или позолоченный лавровые венки, либо перекрещенные сабли с лавровой веточкой над ними, или без неё.